# 甘贝拉莱
甘贝拉莱是意大利阿布鲁佐大区基耶蒂省的一个镇。